# Pomatiopsidae
Pomatiopsidae ist eine Familie vorwiegend kleiner Süßwasserschnecken aus der Überfamilie Rissooidea. Die Familie umfasst etwa 170 Arten. Einige dieser Arten sind als Zwischenwirte des Pärchenegels, des Erregers der Bilharziose, von Bedeutung.

## Merkmale
Die Gehäuse der Pomatiopsidae sind klein, 2,5 bis 9,5 mm lang (z. B. bei Delavaya), dünn- oder dickschalig, oft farblos, durchscheinend oder bedeckt mit einem braunen Periostrakum und wenig ornamentiert. Die Gehäuse mit gewölbten Umgängen variieren in der Form von eiförmig-konisch bis planispiral. Die Gehäuse sind diagnostisch ohne großen Wert. Die Arten der Familie besitzen Kiemen und ein Operculum und sind getrenntgeschlechtlich. Die Kiemen, ein ursprüngliches Merkmal, können aber auch stark rückgebildet sein oder nahezu fehlen. Die Tiere atmen über die Körperoberfläche. Die Reduktion der Kiemen ist nicht beschränkt auf terrestrisch lebende Formen, sondern kommt auch bei rein aquatisch lebenden Arten vor.
Das Sperma dringt in den weiblichen Ovidukt über den spermathekalen Kanal ein, der vom in die Mantelhöhle mündenden Eileiter getrennt ist. Der spermathekale Kanal ist die Verlängerung einer Ausstülpung der Bursa copulatrix. Die Männchen haben einen einfachen Penis, d. h. einen einfachen Leiter ohne Anhänge.
Die Eikapseln sind rundlich und enthalten eine einzige Zygote. Die Oberfläche der Eikapseln ist klebrig; deshalb sind sie von Schlamm und Detritus bedeckt.

## Geographische Verbreitung und Lebensraum

Verbreitung der Pomatiopsidae

Pomatiopsidae sind weltweit in den Tropen und Subtropen verbreitet. Die höchste Vielfalt an Taxa ist in Südost- und Ost-Asien (Thailand bis Japan) anzutreffen. Darüber hinaus gibt es Vertreter in Afrika, Australien, Südamerika und Nordamerika.

## Lebensweise
Nach der Kopulation und internen Befruchtung werden die Eier einzeln im Wasser abgelegt. Die Eier entwickeln sich in der Eihülle zu einer Trochophora-Larve und später zu einer Veliger-Larve. Diese verlässt die Eihülle, so dass die Veliger-Larve die einzige freilebende Larvenform ist. Die Veliger-Larven leben verhältnismäßig lange im Plankton, von dem sie sich auch ernähren. Das Larvalgehäuse entwickelt sich bereits während der planktonischen Lebensphase und vor dem Einsetzen der Metamorphose und dem Übergang zum Bodenleben. Die adulten Vertreter der Pomatiopsidae leben im Süßwasser, amphibisch oder auch auf dem Land. Sie ernähren sich von Algen und Detritus, die sie von der Oberfläche von Steinen, Sediment oder anderen Festgründen abweiden.

## Systematik
Das Taxon wurde 1865 von William Stimpson aufgestellt. Es wurde früher meist als Unterfamilie in die Familie Hydrobiidae gestellt. Im zwischen hat sich die Stellung als eigenständige Familie durchgesetzt. Die Familie wird derzeit in zwei Unterfamilien gegliedert, die Pomatiopsinae und die Triculinae:
- Unterfamilie Pomatiopsinae Stimpson, 1865 (Synonyme: Hemibiinae Heude, 1890; Tomichiinae Wenz, 1938;[8] W Coxiellidae Iredale, 1943;[9] Oncomelaniidae Salisbury & Edwards, 1961; Cecininae Starobogatov, 1983)
  -     - Blanfordia Adams, 1863[2]
    - Cecina A. Adams, 1861[3][10]
    - Coxiella E. A. Smith, 1894[3]
    - Fukuia Abbott & Hunter, 1949[2]
    - Hemibia Heude, 1890[3]
    - Oncomelania Gredler, 1881[3]
    - Pomatiopsis Tryon, 1862 – Typusgattung der Familie[3]
    - Tomichia Benson, 1851[3][11]

- Unterfamilie Triculinae Annandale, 1924[12]
  - Tribus Triculuni Annandale, 1924 (Synonym: Delavayidae Annandale, 1924)[13]
    - Delavaya Heude, 1889[3][14]
    - Fenouilia Heude, 1889[14]
    - Tricula Benson, 1843[3][14]

  - Tribus Jullieniini Davis, 1979[5]
    - Jullienia Crosse & P. Fischer, 1876[3]

  - Tribus Lacunopsini Davis, 1979[5]
    - Lacunopsis Deshayes, 1876[3]

  - Tribus Pachydrobiini Davis & Kang, 1990[14]
    - Gammatricula Davis & Liu in Davis Liu & Chen, 1990[15]
    - Halewisia Davis, 1979[14]
    - Jinghongia Davis in Davis & Kang, 1990[14]
    - Neotricula Davis in Davis, Subba Rao & Hoagland, 1986[14]
    - Pachydrobia Crosse & P. Fischer, 1876[14][3]
    - Robertsiella Davis & Greer, 1980[14]
    - Wuconchona Kang, 1983[14]

Taxon mit unbekannter Unterfamilien- und Tribus-Zuordnung:
- Rehderiella Brandt, 1974[3]